# Maria lu' Pascu
Maria lu’ Pascu este un film românesc din 1984 regizat de Felicia Cernăianu.